# チリクワガタ
チリクワガタ（Chiasognathus grantii）は昆虫綱・甲虫目・クワガタムシ科・チリクワガタ属に属するクワガタムシの一種、コガシラクワガタ、グラントチリクワガタ、英語でDarwin's beetle（ダーウィン・ビートル）とも呼ばれ、チリとアルゼンチンに生息し、奇抜な外見を持つ南アメリカ最大のクワガタムシである。

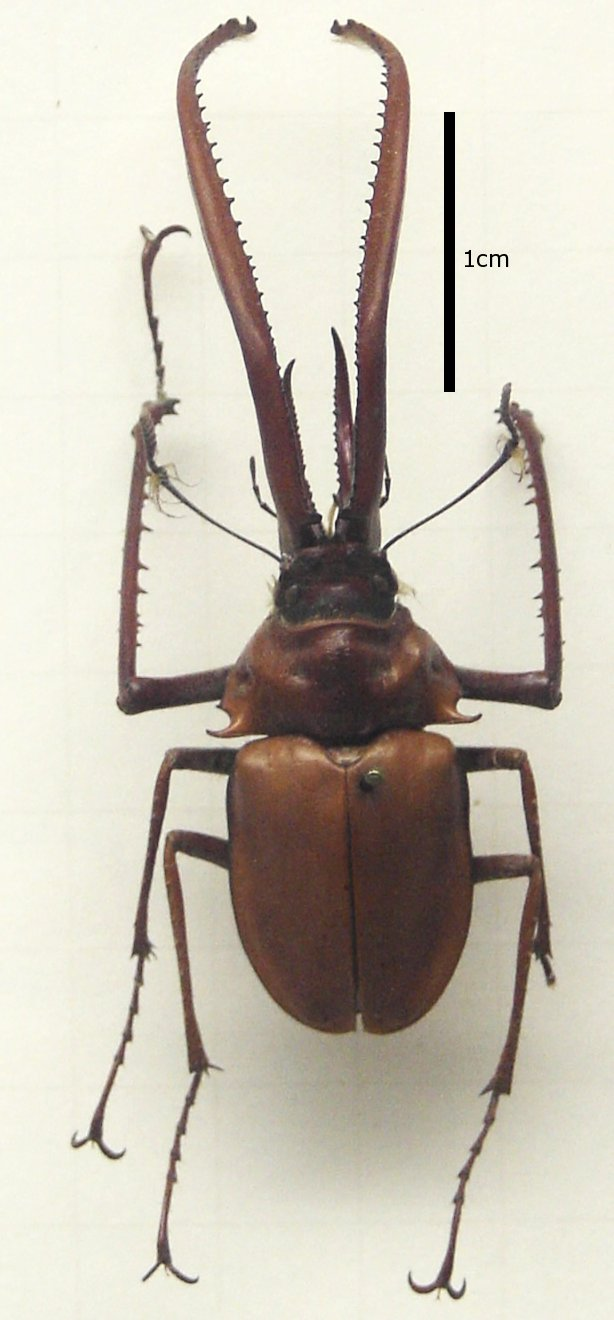
オスの標本、金属光沢が落とし、赤褐色の地色となる

## 形態
体長は33mm～90mm（オス）25.1mm～37.1mm（メス）、南アメリカのクワガタムシの中で最大となる。チリクワガタ属の共通点として、低温を好む・腹面に白い毛が密生する・頭部は極端に小さい・触角の片状節は6つ・1対の複眼は眼縁突起に仕切られて4つ目のように見える等の特徴を持つ。
腹面を除く全身は赤褐色の地色に虹色の金属光沢を持ち、前翅の光沢はやや弱い。前翅は腹部より長くて両縁は腹部と縫合せず、腹面から見ると後翅も少し映えるほどの隙間がある。
最大の特徴はオスの奇抜な大アゴで、本属中でも例外的に大型個体では体長の半分以上を占めるほど細長い。根元から先端まで多数の細かい小歯が並ぶ。この大アゴは上向きに伸びた後、⅓の辺りで下向きに折れるように曲がり、先端は内側に湾曲し、少し毛を備え、上向きの鈎状となる。また、大アゴ基部の腹側に牙のような突起があり、長さはおよそ大アゴの⅓～¼、その内側にも細かい小歯が並ぶ。他のクワガタムシ同様に幼虫期での成長による個体変異が見られ、小型個体では大顎が身体よりも短くなる。
メスの大アゴはニッパーの様な形になり、頭部より少し長いくらい太短く、先端辺りに小歯が並ぶ。
他にもオスの頭部に小さな二股状の突起を持ち、この突起は大アゴ基部の内歯と噛み合せる。触角の屈折部にも放射状に並ぶ毛が生える。脚は長く、特に前脛節と中後符節は発達する、脛節外縁に多くの棘が並び、前脛節は内縁にも棘が並ぶ。前胸部背側に不明瞭な毛が生え、後縁両側に鈎のような突起を持ち、メスとアゴの短いオスの場合はこの突起は太短い。

## 生態
ナンキョクブナ科の植物で構成される温帯雨林という他のクワガタより寒冷な地域に生息する。幼虫は土中で生活し、成虫は数メートルの樹にも登り、高密度の縄張りに集まる、夕暮れに集団で飛行する行動が見られ、光源に引き寄せられる。
筋肉の少ない小さな頭に備え、オスの大顎は大きさに反して先端部の挟む力は強くはなく、チャールズ・ダーウィンが南アメリカを訪れた際にこのクワガタムシに指を挟ませたが、意外にも痛みすら感じさせないほど力が弱いというエピソードが日記に残っており、「過剰適応」の例としており、この話から本種はダーウィン・ビートル（ダーウィンの甲虫）とも呼ばれるが、弱いのは先端だけで、基部にあるもう一つの顎ともいえる牙状の突起は鋭く、この部分に挟まれると人間でも出血して痛みを伴わせるだけではなく、その威力で樹皮を傷つけて樹液を出すのに用いるともいわれる。
華奢な外観に似合わず、気性が荒くて非常に好戦的であり、縄張り意識が強い。オスだけではなく、メス同士も激しく争い合う。その闘争心は気の荒さで有名なヒラタクワガタやフタマタクワガタを凌ぐとさえ言われる。実はヒラタクワガタやフタマタクワガタでさえ、一応は戦闘前に威嚇をしたり様子を伺うなどの仕草を見せることが多いが、チリクワガタの場合はそれがなく、いきなり攻撃を仕掛けてくる。
オスは大アゴの長さを利用して、鈎状の先端を相手の前翅の隙間へ差し込み、そのまま相手を縄張りから引き上げて、樹の下へ投げ落とす。
一方、メス同士はオスにメイトガードされる相手を挑発し、お互い太短い大顎で相手の脚、及び大顎を噛む。その一方が持ち上げられて決着が付くと、元々メイトガードするオスは勝利したメスと協力してメス同士の争いに敗れた個体を縄張りから取り除く。
一般のクワガタムシやカブトムシ類と同様、オスは交尾済みのメスを縄張りから投げ落とす習性がある。冷涼な季節が長い地域に生息している事や、荒すぎる闘争性故か成虫の寿命は短く、地上に上がっての活動期では一ヶ月未満しか生きられないと云われる

## 飼育
日本へ輸入される事もあるが、日本と生息地のチリへの距離が有り過ぎる事に加え、生態が不明な点が多く、やや低温でないと生きられない温度管理がシビアな事、累代以前に産卵から成虫へ孵すまでの技術すら確立されていない飼育管理の難しさ、更に生体の寿命理由もあって有名な種でありながら、ペット輸入されることは少ない。

## 分布
チリ（ビオビオ州）、アルゼンチン（ネウケン・チュブ州）。
ナンキョクブナ科の植物で構成される温帯雨林に生息する。

## 分類
かつて独立種として記載されたC. pygmaeusは本種の小型個体であり、亜種として記載されたC. g. holometallicusの記載は不完全とされ、変異として見通し、全てシノニムとなる。
C. g. grantii
原名亜種。地色、特に大アゴと脛節の赤味が強い、金属光沢は部分によって異なる。腿節、頭部と大アゴは緑青色、前胸部中心は金色で両側は紫色、前翅は淡いピンクの地色で金属光沢は弱い。
C. g. holometallicus
シノニムとなる亜種。地色と前翅とも暗い。金属光沢は強くてより均一、全体的に青に近い。タイプ産地はコイハイケ。